# Afrikaanse langtongvleerhond
De Afrikaanse langtongvleerhond (Megaloglossus woermanni)  is een zoogdier uit de familie van de vleerhonden (Pteropodidae). De wetenschappelijke naam van de soort werd voor het eerst geldig gepubliceerd door Pagenstecher in 1885.

## Verspreidingsgebied
De soort wordt aangetroffen in Angola, Benin, Kameroen, de Centraal-Afrikaanse Republiek, Congo-Brazzaville, Congo-Kinshasa, Ivoorkust, Equatoriaal-Guinea, Gabon, Ghana, Guinee, Liberia, Nigeria, Sierra Leone, Togo en Oeganda.